# William D. Ford

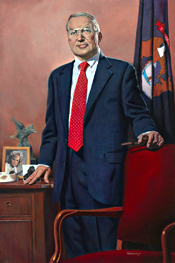
Joseph Maniscalco: William D. Ford (Öl auf Leinwand)

William David Ford (* 6. August 1927 in Detroit, Michigan; † 14. August 2004 in Ypsilanti, Michigan) war ein US-amerikanischer Politiker. Zwischen 1965 und 1995 vertrat er den Bundesstaat Michigan im US-Repräsentantenhaus.

## Werdegang
William Ford besuchte die Henry Ford Trade School, die Melvindale High School, das Nebraska State Teachers College und die Wayne State University. Während des Zweiten Weltkrieges unterbrach er seine Ausbildung, um von 1944 bis 1946 in der US Navy zu dienen. Von 1950 bis 1958 gehörte er der Reserve der Air Force an. Nach dem Krieg setzte er seine Ausbildung bis 1949 an der University of Denver fort. Nach einem anschließenden Jurastudium an dieser Universität und seiner im Jahr 1951 erfolgten Zulassung als Rechtsanwalt begann er im Taylor Township in seinem neuen Beruf zu arbeiten.
Zwischen 1955 und 1957 war Ford Friedensrichter in Taylor; von 1957 bis 1959 fungierte er als juristischer Vertreter der Gemeinde Melvindale. In den Jahren 1961 und 1962 war er Delegierter auf einer Versammlung zur Überarbeitung der Staatsverfassung von Michigan. Politisch war er Mitglied der Demokratischen Partei. In den Jahren 1962 bis 1964 saß er im Senat von Michigan. Von 1952 bis 1964 bekleidete er führende Ämter im 16. Parteibezirk der Demokraten auf Staatsebene. Außerdem war er zwischen 1952 und 1970 Delegierter zu allen Parteitagen in Michigan. Im Jahr 1968 nahm er auch an der Democratic National Convention in Chicago teil, auf der Hubert H. Humphrey als Präsidentschaftskandidat nominiert wurde.
Bei den Kongresswahlen des Jahres 1964 wurde Ford im 15. Wahlbezirk von Michigan in das US-Repräsentantenhaus in Washington, D.C. gewählt, wo er am 3. Januar 1965 die Nachfolge von John Dingell antrat. Nach 14 Wiederwahlen konnte er bis zum 3. Januar 1995 insgesamt 15 Legislaturperioden im Kongress absolvieren. Seit 1993 vertrat er dort den 13. Distrikt seines Staates; dabei hatte er mit Barbara-Rose Collins die Wahlbezirke getauscht. Zwischen 1981 und 1991 war er Vorsitzender des Post- und Dienstleistungsausschusses (Committee on Post Office and Civil Service). Danach leitete er von 1991 bis 1995 den Bildungs- und Arbeitsausschuss. Während Fords 30-jähriger Abgeordnetenzeit im Kongress endete der Vietnamkrieg. Im Jahr 1974 wurde er dort Zeuge der Watergate-Affäre. Außerdem wurden in dieser Zeit der 25., der 26. und der 27. Verfassungszusatz beraten und verabschiedet.
Im Jahr 1994 verzichtete William Ford auf eine weitere Kandidatur. Nach seinem Ausscheiden aus dem US-Repräsentantenhaus zog er sich aus der Politik zurück. Er starb am 14. August 2004 in Ypsilanti und wurde auf dem Nationalfriedhof Arlington in Virginia beigesetzt.